# 金牌特務：金士曼起源
是一部2021年英美合拍時代動作間諜片，由馬修·范恩執導，卡爾·蓋達塞克撰寫劇本。電影改編自漫畫《金牌特務》，為2015年電影的前傳、「金牌特務系列」的第三部作品。主演陣容包括雷夫·范恩斯、哈里斯·迪金森、丹尼爾·布爾、查爾斯·丹斯、萊斯·伊凡、馬修·古迪、亞倫·強森、潔瑪·艾特頓、湯姆·荷蘭德和吉蒙·韓蘇。
《金牌特務：金士曼起源》由二十世紀影業發行，原定於2019年11月8日上映，但因製作延誤、迪士尼併購福斯、2019冠狀病毒病疫情和檔期衝突等種種原因而八度延期，最終於2021年12月22日在美國正式上映。

## 劇情
英國貴族奧蘭多·牛津曾為國家執行刺殺任務而獲得維多利亞十字勳章，但卻因此厭惡殺戮變為和平主義者，轉而協助紅十字會進行醫療救援。1902年第二次波耳戰爭期間，奧蘭多與妻子艾蜜莉、兒子康納和保鑣肖拉代表紅十字會一同前往南非，為英軍的集中營提供救援物資。艾蜜莉向兒子講述亞瑟王和圓桌騎士的故事，教導他人人平等的道理。然而他們不幸遇上敵軍突襲，過程中艾蜜莉被敵軍狙擊手誤殺，奧蘭多因喪妻之痛而發誓要致力阻止世界再爆發戰爭。
12年後，第一次世界大戰爆發前夕，奧蘭多與肖拉和管家寶莉一同建立起一個由家僕組成的國際情報網路，以保護英國免受戰火侵害。與此同時，康納希望能參軍為國家效力，卻被曾在戰爭中失去妻子的父親奧蘭多阻止，更私下聯絡多年好友、陸軍大臣夏拔·基秦拿伯爵，要求對方不要批准康納入伍。奧蘭多和康納遂應邀到薩拉熱窩陪同奧匈帝國皇諸法蘭茲·斐迪南大公及皇諸夫人其妻出巡，康納雖然為大公擋下了由加夫里洛·普林齐普投擲的炸彈，但隨後大公的車隊因走錯路而於街角再度遇上普林西普，普林西普遂近距離將斐迪南大公及其妻槍殺。雖然普林西普堅稱自己只是單獨行動，但奧蘭多等人查出他背後實有一個龐大的邪惡組織，由一個自稱「牧羊人」的神秘人控制，並由各國的核心人物組成，包括沙皇尼古拉二世寵信的格里戈里·拉斯普京。
拉斯普京奉「牧羊人」之命毒害沙皇的幼子，然後向沙皇和皇后亞歷山德拉表示唯有俄國退出戰爭才能將他拯救。看不過拉斯普京隻手遮天的費利克斯·尤蘇波夫伯爵暗地裡將此告訴表弟奧蘭多。深知沙俄撤退會拉垮西方戰線的奧蘭多打算出手阻止，而康納將此消息通知基秦拿伯爵和他的副官莫頓少校，並要求同行，但被奧蘭多發現而阻止而無法跟隨基秦拿同行。於是基秦拿和莫頓親自帶兵到俄羅斯帝國企圖刺殺拉斯普京，然而他們乘搭的艦隻被潛艇用魚雷攻擊沉沒。多年好友兼英軍主將之死使奧蘭多深感震愕，唯有打破誓言，親自與肖拉、寶莉和康納進行暗殺任務。
在尤蘇波夫舉辦的聖誕派對上，奧蘭多本打算用混入山埃的杏仁撻毒殺拉斯普京，但不果，他隨即和肖拉、康納一同與拉斯普京格鬥，三人卻不敵後者，險被殺害，最後由及時趕到的寶莉將拉斯普京射殺。同時，邪惡組織成員之一、凱撒（德國皇帝）威廉二世的顧問伊里克·揚·漢努森亦在「牧羊人」的指使下誘騙威廉二世發出齊默爾曼電報，指示墨西哥攻擊美國令美國無瑕分身加入歐洲戰事，奧蘭多等人截得並破解電報，通知美國總統伍德羅·威爾遜，冀美國因此加入戰團，但總統因實質證據不足而拒絕出兵。「牧羊人」又派遣弗拉基米爾·列寧帶領布爾什維克發動革命，以推翻失去拉斯普京操縱的沙俄政權，並令俄羅斯退出戰爭。
此時，適齡的康納無視父親勸告，申請加入擲彈兵衛隊，但奧蘭多私下約見英皇喬治五世，動用國王權限親自將康納調回英國。無奈的康納遂與一位名為阿齊·里德的黑衛士兵團准下士交換身份，並將他「冊封」為「蘭斯洛特」。以里德身份留在前線的康納向長官自薦參與自殺式任務，到無人區從一個被誤認為德軍的英國間諜身上拿回重要資料。過程中，他們在無人區中央遇上德國風暴突擊隊，雙方為了避免驚動敵方主力而用冷兵器格鬥。康納在長官福雷斯特的幫助下躲過了致命一擊，但因發出了聲響而驚動了雙方的機槍手，除了康納外的所有人均在亂槍掃射下身亡。當他爬往安全地方躲避時，巧合地遇上了那位負傷的英國間諜，並從其手中獲取了機密資料。然而，當康納完成任務回到戰壕，長官詢問他的名字時，一位認識阿齊·里德本人的蘇格蘭士兵將康納當成德軍間諜並就地處決。得知康納死訊的奧蘭多一度自暴自棄，幸得寶莉鼓勵才重新振作。而康納冒死領回來的資料實為齊默爾曼電報的原手抄稿，在公開後足以鼓動美國人民向政府施加壓力，加入戰爭。喬治五世遂向已陣亡的康納追授維多利亞十字勳章。
隨後，奧蘭多等人得知威爾遜之所以遲遲不肯出兵，是因為曾被交際花瑪塔·哈里色誘並拍下影片勒索。奧蘭多遂前往美國駐英國大使館找到打算色誘大使切斯特·京的瑪塔，發現瑪塔跟普林西普的圍巾都是用同樣的羊絨。瑪塔發現情勢不對，打算刺殺奧蘭多，卻反遭勒昏。而奧蘭多亦查出該山羊毛只在喀什米爾的一座山脈找到，他便隨即與肖拉和寶莉一同前往當地，並找到了邪惡組織的基地，一路過關斬將，終於遇到幕後主使者「牧羊人」，並發現他的真實身份是基秦拿的副官莫頓少校。他在基秦拿遇害的那一夜實際上早已跳船，並親自指揮潛艇擊沉基秦拿和手下乘坐的漢普號，亦揭示他因痛恨英格蘭人搶奪了蘇格蘭的一切而展開復仇。奧蘭多和肖拉遂與莫頓開戰，肖拉遭到槍傷，奧蘭多亦險些不敵，但最終成功將莫頓擊敗，而寶莉則找到由同為邪惡組織成員的美國實業家阿佛列·伊瑞·杜邦保管的負片孤本。事後他們將負片偷偷送給威爾遜，無後顧之憂的威爾遜隨即宣佈出兵支援盟友，第一次世界大戰亦隨著德國投降結束。
一年後，奧蘭多與肖拉、寶莉、喬治五世、里德和金一同成立了不隸屬於任何國家與政府的獨立諜報組織，並買下了「金士曼」西服裁縫店作為組織基地，而幾位創始成員則使用亞瑟王和圓桌騎士的名字作為代號以紀念康納。
片尾彩蛋中，計劃捲土重來的漢努森向列寧介紹他找到的新組織成員－阿道夫·希特勒。

## 演員
- 雷夫·范恩斯飾演奧蘭多·牛津／亞瑟（Orlando Oxford / Arthur）

英國貴族，皇家特工的創辦人，於第一次世界大戰期間暗中組織諜報網以阻止戰火蔓延。
- 潔瑪·艾特頓飾演波莉·威爾金斯／加拉哈得（Polly Wilkins / Galahad）

牛津家族的管家，亦是皇家特工前身的成員之一，擅長狙擊和戰略指揮。
- 萊斯·伊凡飾演格里戈里·拉斯普京

「牧羊人」帶領的邪惡組織成員，深得尼古拉二世信任的神僧，與其組織計劃使世界陷入混亂。伊凡指雖然拉斯普京是歷史人物，但極具傳奇色彩，因此詮釋此角色時他故意加入誇張和扭曲的行徑，令演出更為傳神。
- 湯姆·荷蘭德飾演英皇喬治五世／帕西維爾、德皇凱撒威廉二世、沙皇尼古拉二世

一戰時期的英國國王、德意志帝國皇帝和俄國沙皇，三人均有血緣關係。電影中由荷蘭德一人分飾三角，荷蘭德指這是一個很大的挑戰，尤其是在拍攝時要模仿和轉換不同口音 。荷蘭德亦曾在2003年電影《失落的王子》中飾演喬治五世。
- 馬修·古迪飾演莫頓／牧羊人（Morton / The Shepherd）

少校，基秦拿伯爵的副官，實為幕後反派「牧羊人」，因痛恨英格蘭奪去了蘇格蘭的一切而展開復仇。
- 哈里斯·迪金森飾演康納·牛津（Conrad Oxford）

奥蘭多的兒子，皇家特工前身的成員之一，希望能參軍報效國家。
- 吉蒙·韓蘇飾演休拉／梅林（Shola / Merlin）

牛津家族的保鑣，亦是皇家特工前身的成員之一，擅長近身搏鬥。韓蘇形容此角色和奥蘭多擁有超越主僕的關係，反映出皇家特工的人人平等核心價值。
- 查爾斯·丹斯飾演夏拔·基秦拿伯爵

一戰時期的英國陸軍大臣，奥蘭多的好友。
- 亞倫·強森飾演亞奇·里德／蘭斯洛特（Archie Reid / Lancelot）

黑衛士兵團准下士，戰爭期間與康納交換身份，後成為皇家特工的創始成員之一。導演范恩指此角色將會在續集中有更多戲份和表現機會。
- 丹尼爾·布爾飾演伊里克·揚·漢努森

「牧羊人」帶領的邪惡組織成員，德皇威廉二世的顧問。布爾指他的角色雖然戲份不多，但對劇情十分重要，亦不排除將會在未來的電影中回歸。
「牧羊人」帶領的邪惡組織還有下述成員。瓦萊麗·帕赫納飾演瑪塔·哈里，色誘威爾遜總統和京大使的交際花；奧古斯特·迪赫飾演弗拉基米爾·列寧，俄國左翼革命領袖；喬爾·巴斯曼飾演加夫里洛·普林齐普，刺殺斐迪南大公的黑手黨成員；托德·博伊斯飾演艾爾弗雷德·杜邦，美國實業家。而奧利維爾·里希特斯飾演，負責看守蘇格蘭基地升降機的壯漢。
此外，史丹利·圖奇飾演美國大使切斯特·金／貝德維爾（Chester King / Bedivere），美國駐英外交大使，後成為皇家特工的創始成員之一，該角色於《皇家特工：間諜密令》中由米高·肯恩飾演。艾莉森·斯戴曼飾演莉塔（Rita），諜報網的家僕之一；亞莉山卓·瑪莉亞·羅娜飾演艾蜜莉·牛津（Emily Oxford），奥蘭多的妻子。尼爾·傑克遜飾演福雷斯特上尉（Captain Forrest），康納的長官；羅伯特·阿拉馬約飾演艾金斯軍士長（Sergeant Major Atkins），誤將康納當成間諜的士兵。
亞倫·沃多沃茲（Aaron Vodovoz）飾演費利克斯·尤蘇波夫伯爵；伊恩·凱利飾演美國總統伍德羅·威爾遜；布蘭卡·卡蒂奇飾演皇后亞歷山德拉；朗·庫克飾演法蘭茲·斐迪南大公；芭芭拉·德雷南（Barbara Drennan）飾演霍恩貝格女公爵蘇菲；奈傑爾·李斯特（Nigel Lister）飾演德國外相阿瑟·齊默爾曼；克里斯蒂安·旺茲爾·涅克拉索夫（Kristian Wanzl Nekrasov）飾演德國將軍埃里希·魯登道夫。大衛·克勞斯於片尾彩蛋中客串飾演阿道夫·希特勒。

## 製作

### 發展
2018年6月，馬修·范恩宣佈一部名為《金牌特務：大博弈》（Kingsman: The Great Game）的前傳電影正在積極開發中，該劇情將發生在1900年代上半葉，講述特務機構的成立，並會以背對背的形式跟原定於2021年上映的《皇家特工3》一同製作。2018年9月，宣布雷夫·范恩斯和哈里斯·迪金森將出演電影，而費恩斯亦會兼任執行製片人。。2018年10月，傳出瑞秋·懷茲和布萊德·彼特有望加盟電影。2018年11月，據透露丹尼爾·布爾、查爾斯·丹斯、萊斯·伊凡和馬修·古迪將出演電影。2019年2月，據報導亞倫·強森、潔瑪·艾特頓、湯姆·荷蘭德、吉蒙·韓蘇、艾莉森·斯戴曼、史丹利·圖奇、羅伯特·阿拉馬約和尼爾·傑克遜在拍攝開始時加盟電影。亞莉山卓·瑪莉亞·羅娜和喬爾·巴斯曼分別在2019年4月和5月宣佈加入演員陣容。同月，有傳連恩·尼遜將會出演，但范恩否認了這個消息。2019年6月，范恩在訪問中指《大博弈》只是暫定名稱，並正式宣佈片名定為《金牌特務：金士曼起源》（The King's Man）。

### 拍攝
主體拍攝於2019年1月22日在英國開始進行。而劇中出現的南斯拉夫場景則在意大利的韋納里亞雷亞萊和都靈拍攝。本作的攝影師本·戴維斯在重拍階段因與《永恆族》的拍攝檔期衝突而未能參與製作。

## 發行
《皇家特工：第一任務》於2021年12月7日在英國倫敦首映，並在8次延期後終於在12月22日上映，比原定日期遲了超過兩年。
《金牌特務：金士曼起源》原定於2019年11月8日在美國上映，由二十世紀福斯發行，後宣佈延期至同年11月15日。2019年3月，受迪士尼并购福斯影响，延期至2020年2月14日上映。2019年11月，電影延期至2020年9月18日上映。2020年8月，電影因2019冠狀病毒病疫情而延期至2021年2月26日在美國上映。2020年12月，随着漫威電影宇宙：第四階段電影延期，電影先改為於2021年2月12日在美國上映，後再度延期至同年3月12日。2021年1月，迪士尼宣佈電影再度延期至2021年8月20日在美國上映。2021年3月，迪士尼發布最新的發行計劃，電影再度延宕改至2021年12月22日美國上映，而目前仍維持以傳統的院線模式發行。電影將會於上映45日後在數碼平台上發行。

### 評價
爛番茄根據181條評論，本片獲得41%的新鮮度，平均得分5.1／10，觀眾投票獲得80%的分數，平均得分為4／5。在Metacritic上，本片獲得44分。

### 票房
| 上一届： 《蜘蛛人：無家日》 | 2022年台北週末票房冠軍 第1-4週 | 下一届： 《我吃了那男孩一整年的早餐》 |

## 外部連結
- 互联网电影数据库（IMDb）上《金牌特務：金士曼起源》的资料（英文）
- 爛番茄上《金牌特務：金士曼起源》的資料（英文）
- AllMovie上《金牌特務：金士曼起源》的资料（英文）
- Box Office Mojo上《金牌特務：金士曼起源》的資料（英文）
- Metacritic上《金牌特務：金士曼起源》的資料（英文）
- 開眼電影網上《金牌特務：金士曼起源》的資料（繁體中文）
- Yahoo奇摩電影上《金牌特務：金士曼起源》的資料（繁體中文）
- 雅虎香港電影上《金牌特務：金士曼起源》的資料（繁體中文）
- 时光网上《金牌特務：金士曼起源》的資料（简体中文）
- 豆瓣电影上《金牌特務：金士曼起源》的資料 （简体中文）